# Rohrpostnetze in Böhmen
Im österreichisch-ungarischen Kronland Böhmen existierten zwei Rohrpostsysteme. Das Rohrpostnetz in  Prag wurde 1889 eröffnet und ist heute das einzige verbliebene der Welt. Ein zweites System existierte in Karlsbad (Karlovy Vary).

## Rohrpost Prag
Siehe Artikel: Prager Rohrpost
Das Rohrpostnetz in Prag wurde am 4. März 1899 für den öffentlichen Verkehr freigegeben. Eine erste, nur intern genutzte Strecke existierte bereits seit 1887. Die Prager Rohrpost verfügt über ein Streckennetz von 55 km und ist derzeit das einzige und letzte auch der Öffentlichkeit zugängliche postalisch genutzte Rohrpostsystem der Welt. Das Rohrpostnetz wurde jedoch durch das Moldauhochwasser 2002 völlig überflutet, der Betrieb ist seitdem eingestellt, eine Wiederherstellung scheiterte bisher an den fehlenden finanziellen Mitteln.

## Rohrpost Karlsbad

Aufgabebescheinigung für ein Telegramm, entwertet mit Minutenstempel des Postamtes Karlovy Vary 1 / Karlsbad 1 am 17. Juli 1936

Die Kennzeichen von Rohrpostsendungen in Karlsbad sind noch zu wenig untersucht. Die Linie war mutmaßlich nur wenige 100 Meter lang und wurde wohl nur im internen Dienst zur Weiterleitung von eiligen Sendungen gebraucht. Es sind bisher keine gebrauchten Rohrpostganzsachen oder frankierten Briefsendungen bekannt geworden, die in Karlsbad zum Rohrpostversand aufgegeben worden wären. Auf Dokumenten des Telegraphendienstes von Karlsbad sind Poststempel mit der Inschrift Karlovy Vary / Karlsbad abgeschlagen, die hinter der Datumsgruppe noch eine dreistellige Uhrzeitgruppe aufweisen, was für eine minutengenaue Dokumentation der Annahme und Bearbeitung von Sendungen spricht, wie sie im Telegraphen- und Rohrpostdienst üblich ist.
Nach dem Anschluss des deutschsprachigen Sudetenlandes durch das Deutsche Reich nach dem Münchner Abkommen geriet auch die Post von Karlsbad in das Verkehrsgebiet der Deutschen Reichspost. Es sind also Eilboten-, Flugpost- und Rohrpostsendungen mit deutschen Frankaturen ab Oktober 1938 ebenso möglich wie Kombinationen mit den Rohrposten in Berlin, München und seit der Annexion Österreichs auch mit der Rohrpost Wiens.